# Csi Dongvon
Csi Dongvon (hangul: 지동원, handzsa: 池東沅, RR: Ji Dong-won; Cshudzsa, 1991. május 28. –) dél-koreai válogatott labdarúgó, a német FC Augsburg csatára.

## Pályafutása

### A válogatottban
2010–2019 között 55 alkalommal szerepelt a dél-koreai válogatottban és 11 gólt szerzett. Tagja volt a 2012-es londoni olimpián bronzérmes csapatnak. Részt vett a 2014-es brazíliai világbajnokságon.